# Talisia mollis
Talisia mollis là một loài thực vật có hoa trong họ Bồ hòn. Loài này được Kunth ex Cambess. miêu tả khoa học đầu tiên năm 1829.